# Тимол
Тимол (от лат. Thymus — тимьян) — 2-изопропил-5-метилфенол, монотерпеновый фенол, гидроксипроизводное цимола, изомерен карвакролу.

## Свойства
Бесцветные кристаллы со специфическим запахом и жгучим вкусом, растворимые в димексиде и органических растворителях, практически нерастворимые в воде. 
Для тимола характерны все реакции фенолов, электрофильное замещение обычно проходит в пара-положение к гидроксилу, гидрируется над платиной в ментол.

## Нахождение в природе
Тимол содержится в некоторых эфирных маслах, например тимьяновом (выделяемого экстракцией из листьев и семян Thymus vulgaris (тимьяна обыкновенного или чабреца); отсюда и название «тимол») в количестве 20—50 %, откуда может быть выделен ректификацией.

## Синтез
В промышленности тимол получают алкилированием м-крезола CH3C6H4OH пропиленом CH3−CH=CH2 при 360—365 °С, давлении 4,8—5 МПа, катализатор — активированный Аl(ОН)3.

## Применение
Тимол применяют как сырьё в производстве ментола и некоторых индикаторов, например тимолфталеина и тимолового синего; в медицине — как противоглистное средство при лечении анкилостомидоза, трихоцефалёза и некоторых др. гельминтозов; в качестве антисептического средства для дезинфекции полости рта, зева, носоглотки; в стоматологической практике — для обезболивания дентина; в фармацевтической промышленности — в качестве консерванта. Как противоглистное средство противопоказан при беременности, сердечной недостаточности, болезнях печени и почек, язвенной болезни. В пчеловодстве как средство против варроатоза и акарапидоза пчел.